# Рыков, Константин Константинович
Константин Константинович Ры́ков (6 (19) сентября 1908, с. Абдулино, ныне город Оренбургской области — 12 марта 1991, Самара) — лётчик-испытатель 1-го класса (1945), Герой Советского Союза (1 мая 1957), полковник (1949).

## Биография
Родился  6 (19) сентября 1908 года в селе Абдулино (ныне — город Оренбургской области). Русский. Окончил Бугурусланскую профтехшколу. Работал слесарем.
В армии с октября 1926 года. В 1927 году окончил Ленинградскую военно-теоретическую школу ВВС, в 1929 году — Третью военную школу лётчиков и лётчиков-наблюдателей. В 1929—1932 — лётчик-инструктор Третьей военной школы лётчиков и лётчиков-наблюдателей. В 1932—1934 годах служил в авиации Балтийского флота. В 1935 году окончил Высшую лётно-тактическую школу ВВС (город Липецк).
В 1935—1938 — лётчик-испытатель в Научно-испытательном институте ВВС. Проводил испытания различных способов бомбометания, методов прицеливания, испытания новых прицелов, бомбового и стрелкового вооружения в эскадрилье боевого применения.
В 1938—1959 — лётчик-испытатель авиазавода № 18 (город Воронеж). Испытывал серийные бомбардировщики ДБ-3, Ил-4 и Ер-2. В марте 1941 года поднял в небо и провёл испытания первого серийного штурмовика Ил-2, выпущенного на заводе.
Участник Великой Отечественной войны. В сентябре 1941 года на авиазаводе № 18 из заводских лётчиков-испытателей были сформированы две дежурные эскадрильи ПВО на самолётах Ил-2. Отражая налёты на территорию завода и города Воронеж, Константин Константинович Рыков совершил 18 боевых вылетов.
В ноябре 1941 года авиазавод № 18 был эвакуирован в город Куйбышев (ныне — Самара). Здесь К. К. Рыков продолжил лётную работу, испытывая серийные штурмовики Ил-2 и Ил-10, бомбардировщики Ту-4 и Ту-95, пассажирские самолёты Ту-114 и их модификации.
За мужество и героизм, проявленные при испытании новой авиационной техники, указом Президиума Верховного Совета СССР от 1 мая 1957 года полковнику Рыкову Константину Константиновичу присвоено звание Героя Советского Союза с вручением ордена Ленина и медали «Золотая Звезда».
С сентября 1959 года полковник К. К. Рыков — в запасе. Жил в городе Куйбышев (ныне — Самара). Умер 12 марта 1991 года. Похоронен на кладбище «Рубежное» в Самаре.

## Награды
- Герой Советского Союза (1.05.1957);
- три ордена Ленина (19.08.1944; 3.11.1953; 1.05.1957);
- орден Красного Знамени (5.11.1946);
- орден Отечественной войны 1-й степени (11.03.1985)[1];
- три ордена Красной Звезды (21.06.1943; 03.11.1944; 31.07.1948);
- орден «Знак Почёта» (25.05.1936);
- медали.

## Интересные факты
24 июля 1941 года при выполнении испытательного полёта бомбардировщик Ер-2 под управлением К. К. Рыкова в районе города Россошь по ошибке был дважды атакован и обстрелян советским истребителем И-16. После второй атаки самолёт Ер-2 загорелся. Лётчик майор К. К. Рыков и ведущий инженер НИИ ВВС военинженер 2 ранга Кокорин выпрыгнули с парашютами, бортрадист Сафонов и борттехник Серёгин погибли.